# Vizafogó
Vizafogó ([ˈvizɒfogoː]) est un quartier situé dans le 13e arrondissement de Budapest en Hongrie. Il est situé au nord d'Újlipótváros le long du Danube, sur la rive de Pest du Árpád híd. 